# Kanton Montfaucon-d’Argonne
Der Kanton Montfaucon-d’Argonne war von 1790 bis 2015 ein französischer Wahlkreis im Arrondissement Arrondissement Verdun, im Département Meuse und in der Region Lothringen; sein Hauptort war Montfaucon-d’Argonne. Der Kanton war 20.300 Hektar (203 km²) groß und hatte 2.227 Einwohner (Stand 1999).

## Gemeinden
Der Kanton bestand aus 17 Gemeinden:
| Gemeinde                 | Einwohner Jahr | Fläche km² | Bevölkerungsdichte | Code INSEE | Postleitzahl |
| ------------------------ | -------------- | ---------- | ------------------ | ---------- | ------------ |
| Bantheville              | 134 (2013)     | 14,28      | 9 Einw./km²        | 55028      | 55110        |
| Brabant-sur-Meuse        | 126 (2013)     | 6,90       | 18 Einw./km²       | 55070      | 55100        |
| Cierges-sous-Montfaucon  | 54 (2013)      | 9,15       | 6 Einw./km²        | 55115      | 55270        |
| Consenvoye               | 304 (2013)     | 15,85      | 19 Einw./km²       | 55124      | 55110        |
| Cuisy                    | 53 (2013)      | 5,56       | 10 Einw./km²       | 55137      | 55270        |
| Cunel                    | 13 (2013)      | 4,69       | 3 Einw./km²        | 55140      | 55110        |
| Dannevoux                | 219 (2013)     | 14,40      | 15 Einw./km²       | 55146      | 55110        |
| Épinonville              | 67 (2013)      | 14,06      | 5 Einw./km²        | 55174      | 55270        |
| Forges-sur-Meuse         | 117 (2013)     | 15,97      | 7 Einw./km²        | 55193      | 55110        |
| Gercourt-et-Drillancourt | 149 (2013)     | 13,60      | 11 Einw./km²       | 55206      | 55110        |
| Gesnes-en-Argonne        | 51 (2013)      | 7,06       | 7 Einw./km²        | 55208      | 55110        |
| Montfaucon-d’Argonne     | 331 (2013)     | 23,61      | 14 Einw./km²       | 55346      | 55270        |
| Nantillois               | 64 (2013)      | 7,66       | 8 Einw./km²        | 55375      | 55270        |
| Regnéville-sur-Meuse     | 47 (2013)      | 3,81       | 12 Einw./km²       | 55422      | 55110        |
| Romagne-sous-Montfaucon  | 191 (2013)     | 15,70      | 12 Einw./km²       | 55438      | 55110        |
| Septsarges               | 47 (2013)      | 8,86       | 5 Einw./km²        | 55484      | 55270        |
| Sivry-sur-Meuse          | 397 (2013)     | 22,24      | 18 Einw./km²       | 55490      | 55110        |

## Bevölkerungsentwicklung
| 1962  | 1968  | 1975  | 1982  | 1990  | 1999  | 2006  | 2012  |
| ----- | ----- | ----- | ----- | ----- | ----- | ----- | ----- |
| 3.177 | 2.986 | 2.605 | 2.440 | 2.324 | 2.227 | 2.257 | 2.365 |